# Bodensdorf (Gemeinde Steindorf)
Bodensdorf ist der Hauptort der Gemeinde Steindorf am Ossiacher See im Bezirk Feldkirchen in Kärnten, Österreich.

## Geographische Lage
Am nordöstlichen Ufer des Ossiacher See befindet sich der Ort Bodensdorf mit den angrenzenden Orten Steindorf und Sattendorf.

## Verkehr

### Infrastruktur
Bodensdorf liegt an der Ossiacher Straße auch bekannt als Bundesstraße West oder B94. 

### Schienenverkehr
Die S-Bahn-Linie S2 bedient die Eisenbahn-Haltestelle Ossiach-Bodensdorf im Stundentakt,  am Wochenende alle 2 Stunden. Außerdem verkehrt die Linie 5177 der ÖBB Postbus durch Bodensdorf.

## Sport
Die 1. Fußball-Herrenmannschaft des ASKÖ Bodensdorf spielt beim Kärntner Fußballverband in der 2. Klasse B.

Bodensdorf ist bekannt aufgrund seiner familienfreundlichen Hotels, Pensionen und Unterkünfte mit einem umfangreichen Animationsprogramm für Familien mit Kindern: Ansonsten stehen alle Arten des Wassersportes im Mittelpunkt des Freizeitgeschehens.

Der SCO-Bodensdorf ist Mitglied des Kärntner Tennisverbandes. Auf acht vereinseigenen Tennisplätzen mit einem unmittelbar anliegenden Vereins-Clubhaus (Garderoben, WC Anlagen) mit einem Café und einer Zuschauerterrasse samt Tribüne kann der Tennissport ausgeübt werden.

Von Bodensdorf oder von Annenheim aus ist die Gerlitze mit dem Auto erreichbar. Es gibt eine Paragleitschule und ein Paragleit-Taxi mit der Flugroute Gerlitzen – Bodensdorf.

## Bildung
In Bodensdorf gibt es eine Schule, einen Kindergarten und eine Krabbelgruppe.

## Nahversorgung
Im Bereich der Nahversorgung befinden sich im Ort zwei Vollsortimenter, zum einen ein Markt der Vertriebslinie Spar Markt, der Spar Österreichische Warenhandels-AG sowie eine Filiale der Rewe International über die Vertriebslinie Billa.

## Söhne und Töchter des Ortes
- Gustav Renker (* 12. Oktober 1889; † 23. Juli 1967 in Langnau im Emmental, Schweiz), Autor